# Bad Senkelteich

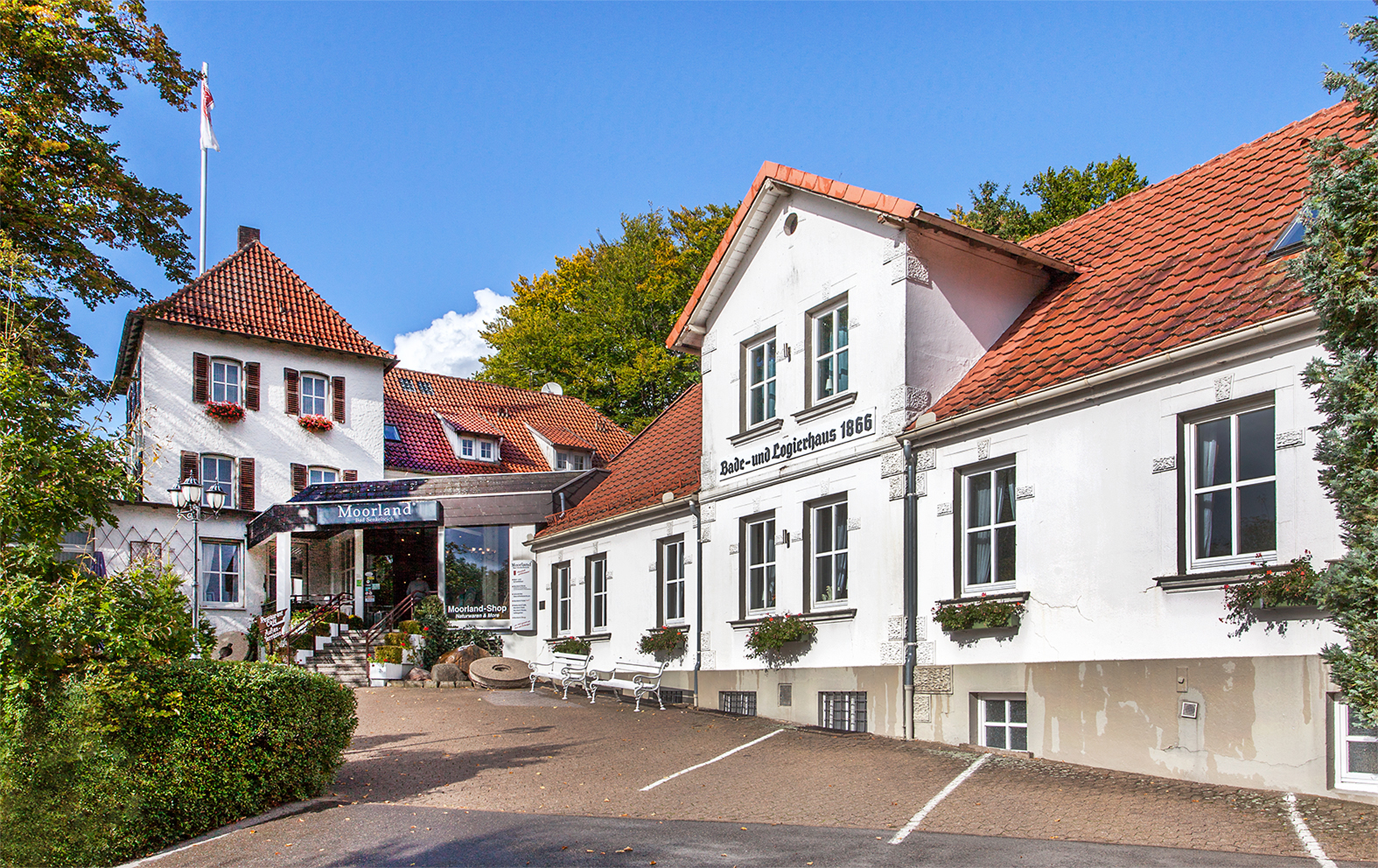
Moorland Hotel in Bad Senkelteich

Bad Senkelteich ist ein ehemaliges Moorbad im Ortsteil Valdorf der ostwestfälischen Stadt Vlotho im Nordosten von Nordrhein-Westfalen. Der Name des Bades stammt von dem gleichnamigen an diesem Ort gelegenen Teich.
Das ehemals als Bauernbad entstandene Moorbad ist seit 1978 staatlich anerkannter Luftkurort. Der durch einen Erdfall entstandene Teich mit einem reichen Torfmoorvorkommen befindet sich in einem trichterförmigen Talkessel, in welchem Süßwasser- und Schwefelquellen aufsteigen. Bad Senkelteich hat seit 1982 einen etwa vier Hektar großen, öffentlich zugänglichen Kurpark, der sich entlang der Linnenbeeke bis zum benachbarten Bad Seebruch erstreckt.

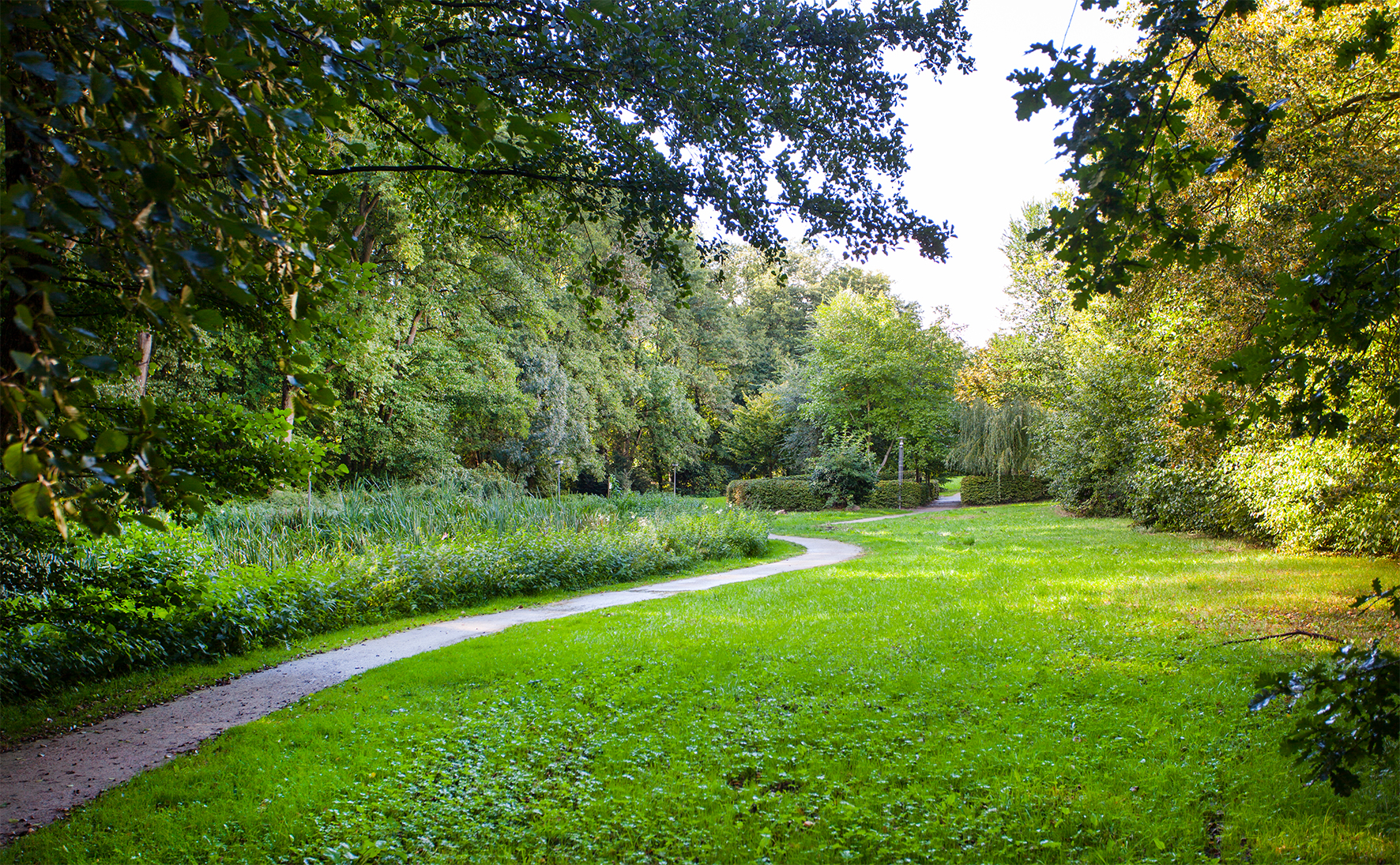
Kurpark von Bad Senkelteich und Bad Seebruch

## Geographische Lage
Der Kurort ist im lippischen Bergland zwischen dem Teutoburger Wald und dem Weserdurchbruch Porta Westfalica gelegen.

## Geschichte

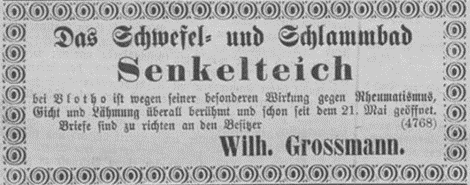
Anzeige im Fürstlich Lippischen Regierungs- und Anzeigeblatt (2. Juni 1876)

Bad Senkelteich wurde 1866 als sogenanntes Bauernbad von den Vlothoer Kaufleuten Karl Hartwig und Wilhelm Grube gegründet. 1874 wurde das Moorbad von August Grossmann für 25.800 Reichsmark übernommen und befindet sich seitdem im Besitz der Familie Grossmann.
Heute befindet sich in Bad Senkelteich das sogenannte „Moorland“, ein Hotelbetrieb. Die Einrichtung zählte bis zum Ende des Kurbetriebes 2020 zu den letzten historischen Moorheilbädern in Deutschland und war u. a. spezialisiert auf rheumatologische Rehabilitation. Die Moorwannen wurden nach traditioneller Art und Weise von Hand mit dem aus dem Senkelteich gestochenen Moor befüllt.